# Commiphora aprevalii
Commiphora aprevalii là một loài thực vật có hoa trong họ Burseraceae. Loài này được (Baill.) Guillaumin mô tả khoa học đầu tiên năm 1909.